# Палилула (градска община, Белград)
Вижте пояснителната страница за други значения на Палилула.
Палилула (на сръбски: Градска општина Палилула) е градска община в окръг Град Белград, Централна Сърбия.
Заема площ от 44 661 хектара(451 км2). Има население от 173 521 души според преброяването от 2011 г. срещу 169 363 жители (2002). Образувана е през 1956 година.

## География
По-голямата част от територията на общината е разположена в Банат на левия отсрещен за Белград бряг на Дунава. Територията ѝ се ограничава западно и южно от Дунава, от реката Тамиш на изток и от канала Караш на север.
Територията на общината е равна и заета от селскостопански площи, като покрай Дунав има влажни, мочурливи и блатисти местности. На територията ѝ са изградени мелиоративни съоръжения за напояване на земята от реките.

## Култура
Празникът на общината е на 8 май. Наречен е Марковден - посветен на свети Марко и на Крали Марко.
На територията на общината в парка „Ташмайдан“ се намира църквата „Свети Марко“, посветена на светеца.

## Население
Населението на общината възлиза на 173 521 души според преброяването от 2011 г. срещу 169 363 жители (2002). Етнически състав:
- сърби – 135 586 души (86,97 %)
- цигани – 3897 души (2,50 %)
- югославяни – 2279 души (1,46 %)
- черногорци – 1858 души (1,19 %)

## Населени места
Градски
- Палилула (квартал, Белград)
- град Борча
- град Овча

Селски
- Големо село
- Сланци
- Бесни фок
- Глогонски рит
- Дунавац
- Ябучки рит
- Ковилово
- Падинска скела